# Манфред Профазі

Манфред Профазі (2010)

Манфред Профазі (нім. Manfred Profazi; — від січня 2010 року Голова Представництва Міжнародної організації з міграції (МОМ) в Україні. 

## Біографія
Освіта М. Профазі — ступінь магістра (політичні науки) за спеціальністю «міграція та міжнародні відносини» у Вільному університеті Берліна (Німеччина). 
Манфред Профазі розпочав свою професійну діяльність у Міжнародній Організації з Міграції (МОМ) у листопаді 1997 року — з посади консультанта у штаб-квартирі МОМ у Женеві (Швейцарія). 
У 1998 році працював консультантом Німецького інституту економічних досліджень (Deutsches Institut fuer Wirtschaftsforschung, DIW). 
Від червня 1998 року по травень 1999 року — консультантом МОМ у Бонні (Німеччина). 
1999—2000 рр. — працював керівником з операційних питань та питань зв’язків, а згодом координатором офісу та операцій у МОМ у Берліні (Німеччина). 
У 2003—2006 роки М. Профазі — Голова підрозділу з повернення кваліфікованих афганців МОМ у Кабулі (Афганістан). 
У 2006 році обіймав посаду голови офісу та одночасного адміністратора у МОМ Банди Ачі (Індонезія). 
Від 2007 по 2008 роки — голова офісу МОМ Джок'якарти (Індонезія). З травня по вересень 2008 року — адміністратор у Представництві МОМ в Індонезії. 
Від 11 січня 2010 року пан Манфред Профазі очолив Представництво МОМ в Україні.